# Matthäus Apelt

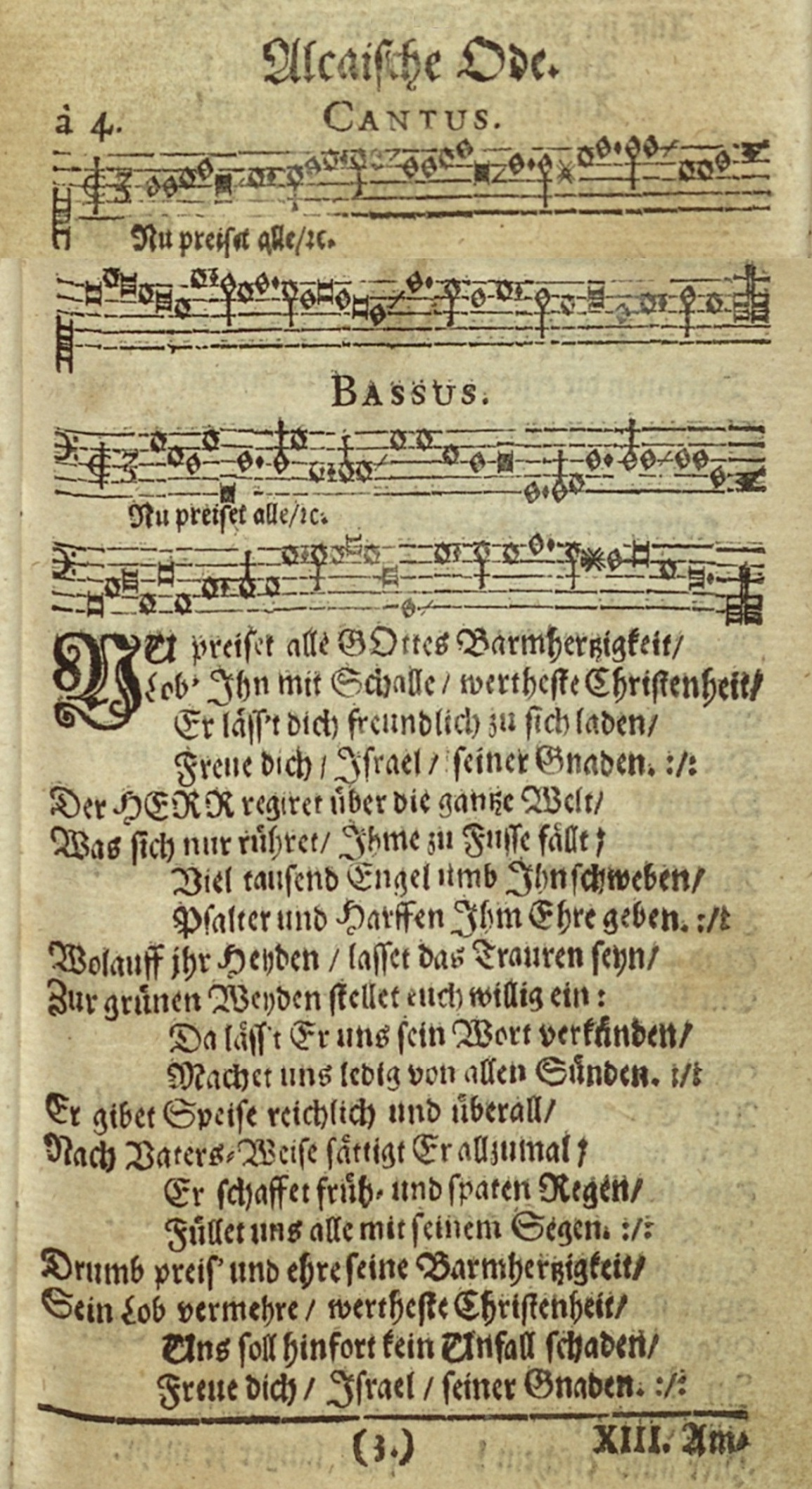
Pieśń Ninie wszytki wysławiajmy Boga zmiłowanie z 1644 autorstwa Matthäusa Apelta

Matthäus Apelt, właściwie Matthäus Apelles von Löwenstern (ur. 20 kwietnia 1594 w Prudniku, zm. 11 kwietnia 1648 we Wrocławiu) – niemiecki kompozytor.

## Życiorys
Matthäus był synem prudnickiego rymarza. W 1610–1613 uczęszczał do gimnazjum w Brzegu. Od 1613 do 1625 pracował jako kantor i nauczyciel śpiewu w Prudniku i Głubczycach. Jednym z jego uczniów był Wenzel Scherffer von Scherffenstein.
W 1625 roku Henryk Wacław Podiebradowicz oznaczył Apelta jako jego kierownik muzyczny i skarbnik w Bierutowie. Prowadził kapelę dworską oraz chór. W 1631 cesarz Ferdynand II Habsburg nadał mu tytuł Radcy Cesarskiego. W 1634 otrzymał predykat von Löwenstern. Został kapelmistrzem książąt oleśnickich w 1635. W 1637 złożył swój podpis na akcie nadania praw miejskich Międzyborza.
Jego pierwsza żona zmarła w 1636. W 1637 ożenił się ponownie z wdową Barbarą von Tarnau und Kühschmal. Stał się wówczas właścicielem Karwińca.
W 1639 stał się sekretarzem księcia Karola Fryderyka I w Oleśnicy. Po zajęciu zamku oleśnickiego przez wojska szwedzkie razem z księciem przeniósł się do Wrocławia. Zamieszkał w pobliżu wrocławskiej rezydencji książąt oleśnickich. Zmarł 11 kwietnia 1648. Został pochowany w katedrze św. Marii Magdaleny we Wrocławiu.
W 1664, już po śmierci Apelta, w drukarni Baumanna G. juniora we Wrocławiu wydano dedykowany księciu Karolowi Fryderykowi, jego żonie, córce oraz innym książęcym personom zbiór 30 pieśni świeckich zatytułowany Fruelings – Mayen. Jego egzemplarz zachował się w Bibliotece Uniwersyteckiej we Wrocławiu.

## Praca muzyczna
Jako muzyk, Matthäus Apelt używał włoskiego stylu koncertowego. Tworzył pieśni religijne, które były bardzo popularne w swoim czasie, kilka motetów, czasem organizował koncerty muzyki sakralnej. W swoim życiu napisał ponad 30 pieśni.
Do jego najbardziej znanych prac należą:
- Chrystusie, Wspomożeniemeś wspólnoty Krzyżowej (Christe, du Beistand deiner Kreuzgemeine)[6]
- Ninie wszytki wysławiajmy Boga zmiłowanie (Nun preiset alle Gottes Barmherzigkeit)[7]
- Gdaż jeśm ja w trwodze, niedoli (Wenn ich in Angst und Noth)[8]